# Karur
Karur (en tamil: கரூர் ) es una localidad de la India capital del distrito de Karur, estado de Tamil Nadu.

## Geografía
Se encuentra a una altitud de 127 m.s.m. a 390 km de Chennai, en la zona horaria UTC +5:30.

## Demografía
Según estimación 2010 contaba con una población de 76 991 habitantes.